# Hospicio Cabañas
L'Hospicio Cabañas di Guadalajara, Jalisco, Messico, è uno dei più vecchi complessi ospedalieri dell'America spagnola, ed è stato dichiarato Patrimonio dell'umanità dall'UNESCO nel 1997.
Prese il nome da Juan Ruiz de Cabañas y Crespo, vescovo di Guadalajara, il quale, per ordine del re Carlo IV, progettò un ricovero per orfani, anziani e invalidi, che funzionasse anche da ospedale e laboratorio di apprendistato.
Juan Ruiz de Cabañas assunse Manuel Tolsá, uno dei migliori architetti dell'epoca, per progettarne la struttura. Il progetto di Tolsá si basava su esempi classici quali l'Hôtel des Invalides a Parigi ed il monastero dell'Escorial a Madrid. Gli edifici formano un rettangolo che misura 164 x 145 metri. Sono strutture a piano singolo con un'altezza di 7,5 metri. La cappella è alta il doppio e possiede una cupola che raggiunge i 32,5 metri. Il complesso è eretto su un livello, "in modo da facilitare la deambulazione di malati, anziani e bambini".
La costruzione, di quella che sarebbe stata chiamata “Casa della Misericordia”, iniziò nel 1805 e aprì i battenti nel 1810. Nello stesso periodo però, negli stravolgimenti della guerra d'indipendenza, la Casa della Misericordia divenne quartier generale militare, armeria e scuderia.
Nel 1829 l'edificio riprese la sua missione di carità e, nel 1845, portato a termine il progetto di costruzione originale, fu chiamato Hospicio Cabañas in onore del suo fondatore. Rimase in funzione fino al 1980, quando chiuse i battenti, e riaprì restaurato nel 1983 come sede dell'Istituto Culturale Cabañas, per la promozione e la diffusione culturale.
Si presenta oggi come un museo in cui si possono ammirare i monumentali murales del grande pittore José Clemente Orozco che ne decorò gli interni.

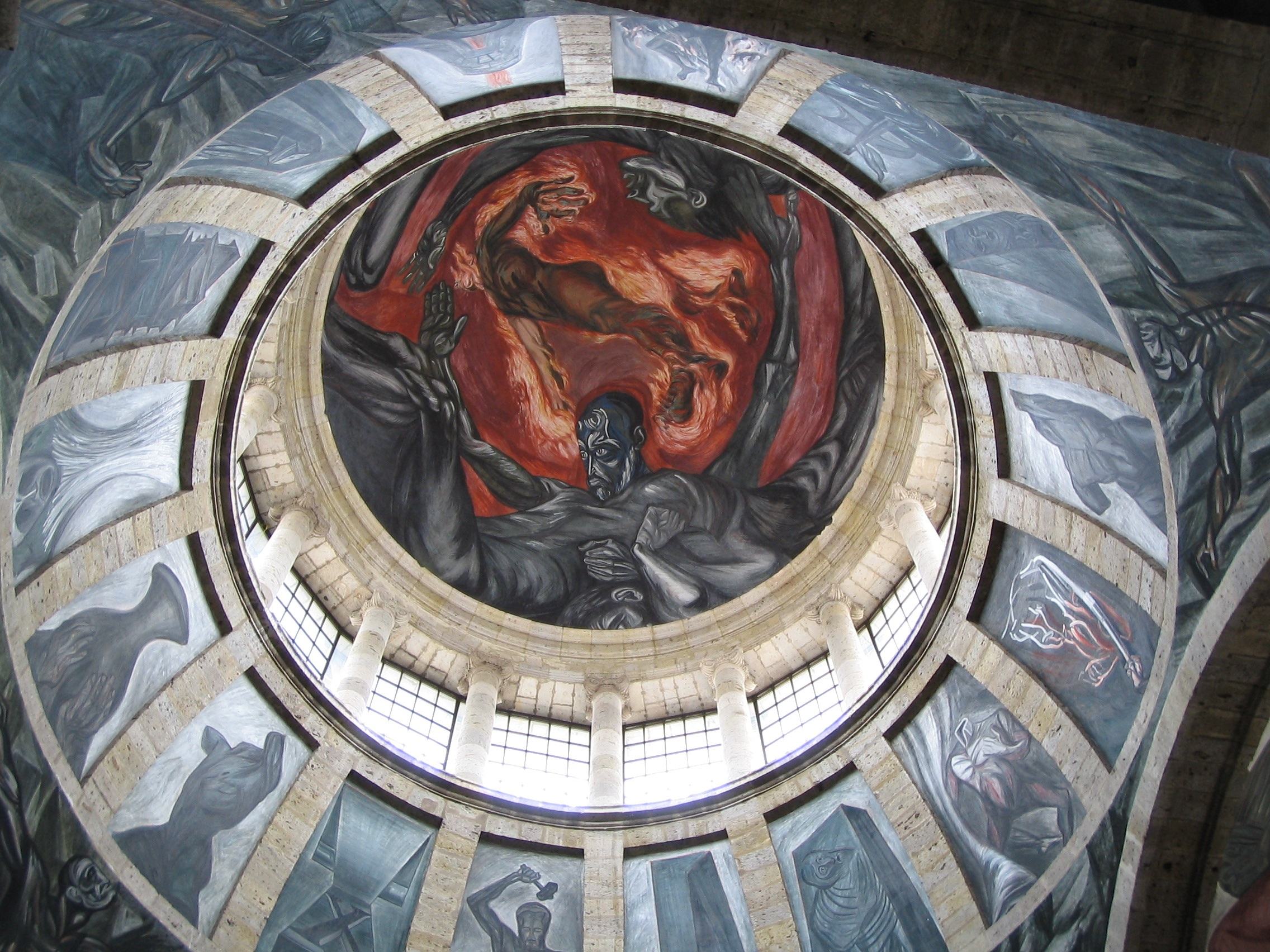
L'uomo di fuoco - Cupola dell'Hospicio Cabañas

## I murales di José Clemente Orozco
Alla fine del 1937, su invito dello stato di Jalisco, José Clemente Orozco arrivò all'Hospicio Cabañas per dipingere l'antica cappella senza sapere che la sua opera sarebbe diventata una delle più importanti opere plastiche del paese. Il suo lavoro terminò nel marzo del 1939.
Il pittore apparteneva al gruppo di artisti postrivoluzionari convinti che l'arte grafica doveva essere per tutti e che le loro opere dovevano essere create in luoghi pubblici.
In due anni, Orozco dipinse sulle pareti, sulla volta e sulla cupola della cappella 53 murales che esprimono vari momenti della storia del Messico. Dalla Conquista, alla Colonia, ai tempi moderni, interpretando la vita preispanica e lo scontro culturale tra indigeni e spagnoli; la fondazione di Guadalajara; e scene tragiche della realtà contemporanea. Scena centrale, nella cupola, l'”Uomo di fuoco”: una figura umana avvolta dalle fiamme, che molti considerano - assieme alle figure che lo circondano - i quattro elementi della natura, mentre secondo altri potrebbe rappresentare la metafora della Fenice.